# Genpei Akasegawa
Genpei Akasegawa (赤瀬川 原平 Akasegawa Genpei?,  nacido el 27 de marzo de 1937 en Yokohama y fallecido el 26 de octubre de 2014 en Tokio) es el seudónimo del artista visual y escritor japonés Katsuhiko Akasegawa (赤瀬川克彦, Akasegawa Katsuhiko). El artista Nam June Paik describió a Akasegawa como «uno de esos genios inexportables de Japón».

## Biografía
Una figura de la vanguardia de Tokio de la década de 1960, Katsuhiko Akasegawa realizó numerosas performances como parte del grupo Hi-Red Center. También integró varios movimientos artísticos como el fluxus o el neodadaísmo en la segunda mitad del siglo XX en Japón.
Uno de los sucesos más conocidos de Akasegawa tuvo lugar en enero de 1963, cuando el artista envió múltiples invitaciones para una exposición suya en una galería de arte de Tokio en un sobre de envíos monetarios, escrita en el reverso de una reproducción de un billete de 1.000 yenes. Hizo este tipo de envíos otras cuatro veces más en ese mismo año. En enero de 1964, fue descubierto por la policía, que lo acusó de falsificación. En junio de 1967, Akasegawa recibió una sentencia de prisión de tres meses. La sentencia fue definitivamente confirmada en apelación en 1970.
Tras su salida de la cárcel, Akasegawa continuó manteniendo una práctica multidisciplinaria a lo largo de su carrera como artista individual. Realizó exposiciones retrospectivas en el Museo de Arte Contemporáneo de Hiroshima, el Museo de la Ciudad de Chiba y el Museo de la Arte de la Ciudad de Ōita. Además, su obra se encuentra en la colección permanente del Museo de Arte Moderno de Nueva York (MoMA).
Su polifacético talento hizo que trabajase como ensayista, ilustrador, fotógrafo y novelista. En 1981, recibió el Premio Akutagawa por su libro Mi padre ha desaparecido ("Chichi ga kieta"), publicada bajo el nombre de Otsuji Katsuhiko. Su ensayo sobre los "Thomasson" también ganó bastante seguimiento de culto por parte de jóvenes vanguardistas japoneses durante la primera mitad de la década de los 80. Akasegawa también fue dibujante de manga, sobre todo The Sakura Illustrated ("Sakura Gaho") en los años 1970. El asteroide (7418) Akasegawa, descubierto en 1991, lleva su nombre en su honor.
Akasegawa falleció el 26 de octubre de 2014 en Tokio. La autopsia reveló que murió de envenenamiento de la sangre.

## Publicaciones
- Obuje o motta musansha (オブジェを持った無産者). Tokio: Gendai Shisōsha, 1970.
- Tuihō sareta yajiuma (追放された野次馬). Tokio: Gendai Hyōronsha, 1972.
- Sakura gahō gekidō no sen nihyaku gojū ichi (桜画報・激動の千二百五十日). Tokio: Seirindō, 1974.
- Yume dorobō: Suimin hakubutsushi (夢泥棒：睡眠博物誌). Tokio: Gakugei Shorin, 1975.
- Chōgeijutsu Tomason (超芸術トマソン). Tokio: Byakuya Shobō, 1985. Revisado: Tokio: Chikuma Shobō, 1987. ISBN 4-480-02189-2. Traduction en anglais : Hyperart: Thomasson. Nueva York: Kaya Press, 2010. ISBN 978-1-885030-46-7.
- Tōkyō mikisā keikaku (東京ミキサー計画). Tokio: Parco, 1984. Reedición: Tokio: Chikuma Shobō, 1994. ISBN 4-480-02935-4.
- Rōjinryoku (老人力). Tokio: Chikuma Shobō, 1998, ISBN 978-4-480-81606-1. Reedición: Chikuma Shobō, 2001, ISBN 978-4-480-03671-1.